# Koumasa

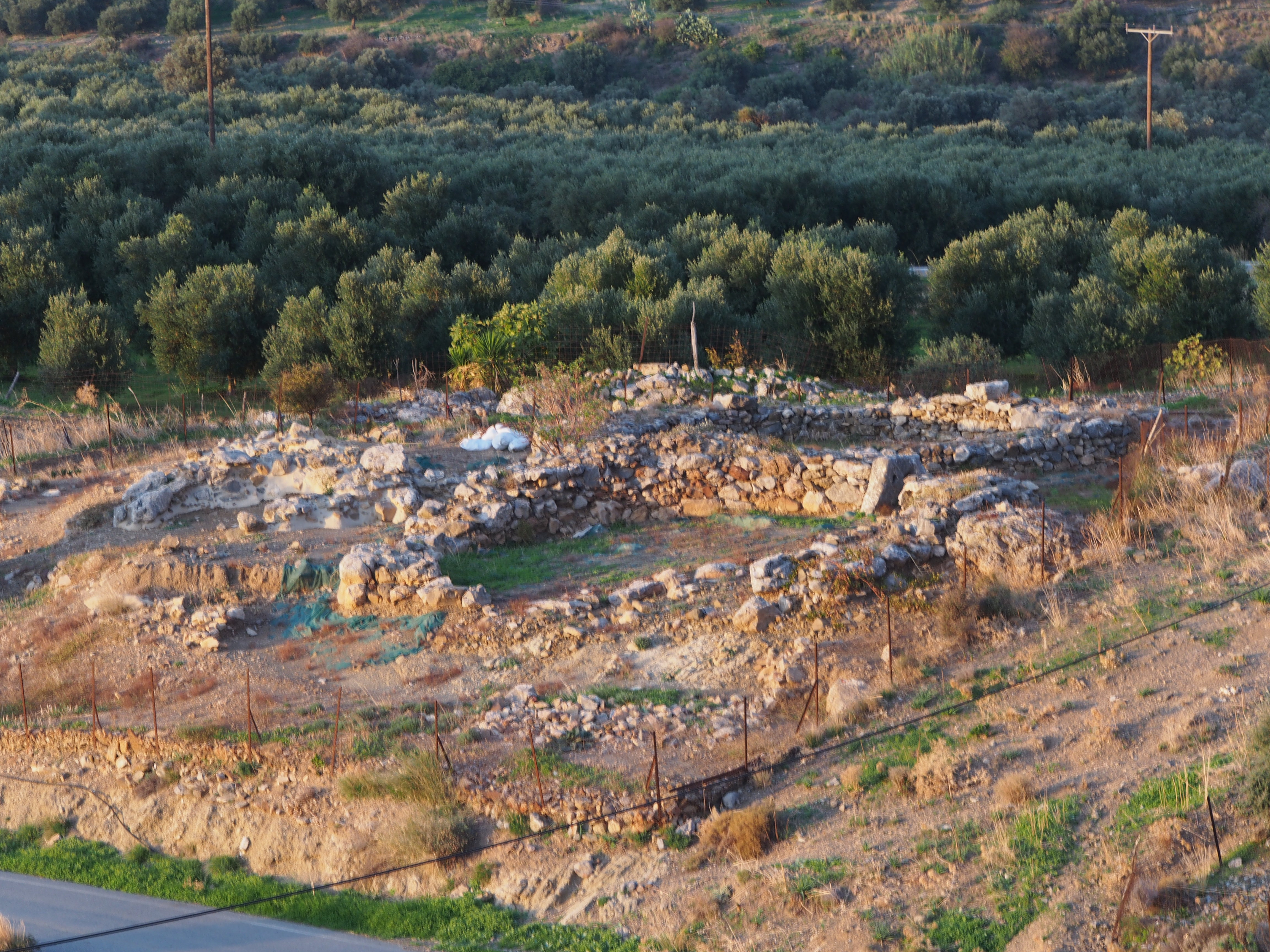
Le site

Koumasa (en grec : Κουμασα) est un site archéologique de Crète, en Grèce
Koumasa est situé dans le nome d'Héraklion, au sud de la plaine de la Messará, dans la chaine de montagnes de l'Asterousia. Koumasa est le site d'un cimetière minoen de l'époque prépalatiale. Le site fut fouillé par Stephanos Xanthoudides de 1904 à 1906. Le site abrite quatre tombes : trois tombes à tholos et une tombe quadrangulaire.